# ستين ألان اولسون
ستين ألان اولسون (بالسويدية: Sten A Olsson)‏ هو شخصية أعمال سويدي، ولد في 28 أكتوبر 1916 في Styrsö ‏ في السويد، وتوفي في 12 يوليو 2013.